# 高嶋芙佳
高嶋 芙佳（たかしま ふうか、1999年4月26日 - ）は、日本のファッションモデル。
千葉県出身。オスカープロモーション所属。

## 略歴
2011年、ローティーン向けファッション雑誌『ニコラ』の「第15回 ニコラモデルオーディション」に応募し、グランプリの4人に選ばれて専属モデル（ニコモ）になる。
2014年、PINK-latteのイメージモデルになる。
2015年4月号より、牛乳石鹸 スキンライフの2代目イメージキャラクターに就任。
2015年5月号よりニコラ部長に就任。

## 人物
- 1人っ子。
- 3歳からバレエを習っていた[1]。
- 小学校ではクッキングクラブに、中学校では書道部に所属していた[要出典]。
- 同じ事務所でアイドルの大西菜友と仲が良く、ニコラでは小山内花凜と仲が良い[要出典]。
- 小山内花凜、岡本夏美、澤田汐音と、ユニット『sweet girls』を組んでいる。高嶋は最年少メンバー。

## 出演

### 雑誌
- ニコラ（2011年10月号 -2016年5月号 、新潮社）専属モデル[2]

### CM
- 八十二証券（2014年）
- ニンテンドー3DS 「GIRLS MODE 3」（2015年）[3]

### 広告
- 自然科学観察コンクール（2012年6月1日）
- 日本毛織（2013年）
- ニッセン「プチベリー」 2013年盛夏号・秋号、2014年盛夏号
- 假屋崎省吾 きものの世界(2013年、京朋株式会社）[4]
- 「PINK-latte」イメージモデル（2014年5月 - 、ワールド）[5]
- 「ベルメゾン」カタログ チャイルド 2014秋号・冬号 2015春夏号（2014年 - 、千趣会）
- 牛乳石鹸 スキンケアライフ - 2代目イメージキャラクター（2015年3月 - )
- 平成27年度「青少年の非行・被害防止全国強調月間」（2015年、警察庁）[6]